# 아스코마치~아스카 공업 고교 이야기~
《아스코마치~아스카 공업 고교 이야기~》(일본어: アスコーマーチ~明日香工業高校物語~ , ~ 아스카코교고코모노가타리[*])는 2011년 4월 24일부터 같은 해 7월 3일까지 방송된 TV 아사히 일요 나이트 프리미어 드라마이다. 집영사 만화 잡지 YOU에서 연재되고 있는 아키야마 카오리의 '아스코마치!~현립 아스카 공업 고교 행진곡~'이 원작이다. 타케이 에미는 이 드라마를 통해 처음으로 주연을 맡았다.
캐치카피는, “남자 뿐인 공업 고교 클래스에 여자는 나 하나!?”, “여기는 자신이 있을 곳이 아니라고 느끼는 모든 사람들에게.”.

## 등장 인물 및 캐스팅

### 아스카 공업 고교 1학년 A반
- 요시노 나오 - 타케이 에미

OMR 카드 마킹 실수로 꿈에 그리던 명문 고교 수험을 실패한다. 단호하게 재수는 싫다고 말하는 손녀를 위해 팔을 걷어부친 할아버지 후지오의 도움으로 아스카 공업 고교(통칭 : 아스코)에 마지못해 입학한다. 그러나 자신은 원래 이런 곳에 있을 사람이 아니라는 생각에 같은 반 친구들을 무시하는 태도를 보이고, 혼자만 여자인 생활을 견디지 못해 인문계 '요코하마 에이린 고교'로의 전학을 계획하지만 여러 가지 난관에 부딪치게 된다. 할아버지의 낙지 뫼니에르를 좋아한다. 부모님은 싱가폴에서 사업을 하는 중이다. 후지오는 아버지 쪽 할아버지.
- 요코야마 아루토 - 마츠자카 토리

아역 배우 출신이며 밤에는 나이를 속이고 ‘CLUB IKAROS’에서 호스트로 일하고 있다. 때문에 여자를 대하는 데에 익숙하고, 나오를 배려하는 행동으로 곤란하게 만들기도 한다. 밝고 착한 성격으로 보이기는 하지만 어딘지 모르게 어두운 분위기를 풍긴다. 오른쪽 등에 화상 자국이 있다. 지미 클리프의 음악을 자주 듣는다.
- 타마키 마코토 - 카쿠 켄토

아버지가 운영하는 나사공장을 잇기 위해 아스코에 입학했다. 3명의 동생이 있으며, 가계에 보탬이 되고자 노래방 ‘SHOW ME’에서 아르바이트를 하고 있다. 처음에는 억지로 아스코에 다니는 나오가 마음에 들지 않았다.
- 타케우치 카즈야 - 나가야마 켄토

상당한 수재이며 같은 반 친구들 및 아스코의 모든 학생들을 무시한다. 나오 역시 반을 어지럽힌 원인이라는 생각에 마음에 들지 않는 모양. 명문고에 입학할 수도 있었으나, 웬일인지 아스코에 입학.
- 히로세 사토미 - 이시다 타쿠야

말수가 적은 한 마리의 늑대같은 날라리. 초등학교 때 할아버지의 오르골 수집에 영향을 받아, 오르골 장인이 되는 것을 꿈꾼다.
- 와지마 고 - 미나미 케이스케

갈색머리 날라리. 항상 키시나 무라이와 몰려 다닌다. 중학교 때는 축구부의 주축 멤버로 활동했으나 부상으로 운동을 접었다. 그 영향으로 날라리가 되었고 아스코에 입학했다.
- 키시 테츠로 - 후루카와 유키

노란머리의 비주얼을 중시하는 멋쟁이 날라리. 항상 와지마, 무라이와 몰려 다닌다. 금방 싫증내는 성격이라 인내에 약하다. 중학교 때 축구로 부상당한 뒤 좌절한 와지마를 날라리로 끌어들였다.
- 무라이 - 카나이 유타

항상 키시, 와지마와 함께 어울려 다니는 날라리.
- 히라카와 코지 - 아라이 유스케

안경 쓴 오타쿠. 피규어 혹은 머신 전문 오타쿠이며, 아이돌이나 애니메이션 오타쿠 취급 당하면 화를 낸다. 오타쿠 동지 와타나베와 도서실에서 게임을 하는 취미가 있다.
- 와타나베 신이치로 - 니시 요스케

비만체형에 안경, 어떻게 봐도 오타쿠 같은 모습의 학생. 히라카와와 같이 피규어나 머신 전문 오타쿠이며, 도서실에서 히라카와와 함께 온라인 게임을 하는 것이 취미.
그 외 3학년 A반 학생들
| - 아오키 아츠로 - 이노우에 타츠야 - 우치카와 사토루 (~제2화) - 오노 유다이 - 오카야스 카즈야 - 카타야마 노리히토 | - 코타니 쇼타로 - 코바야시 다이스케 - 사카구치 카즈야 - 사쿠마 타카오 - 타카하시 요 - 난바 쇼헤이 | - 하나자와 나오토 - 후쿠이 케이타 - 모리 요시히로 - 요시다 타카유키 - 와카마츠 카츠야 (~제2화) - 와다 소마 |

### 아스카 공업 고교 1학년 D반
- 아이자와 모모 - 고리키 아야메

나오 외의 유일한 여학생이며, 남학생들에게 인기가 좋다. 호감이 있는 아루토가 자신에게 별 감정 없는 것을 알고는, 여자 탈의실에서 아루토가 덮치려 했다는 소동을 일으킨다. 그러나 모순을 알아차리고 사실대로 말하라는 나오에게 화가 나, 나오의 소지품을 뒤져 고교 편입에 관한 내용을 A반에 폭로한다. 중학교 때 겪은 일로 거짓말에 대한 트라우마가 있다.
- 1학년 D반 학생 - 야마네 카즈마 (제3화), 후쿠야마 카즈키 (제3화), 바바·바반 (제3화), 네모토 타이주 (제3화), 타니모토 아야 (제3화)

### 아스카 공업 고교 교직원
- 오카노 - 진보 사토시

기계과 담당 교사.
- 스기사키 카나코 - 시라이시 미호

보건 교사. 이혼 경험이 있으며, 아이는 헤어진 남편이 키우고 있다.
- 기계과 교사 - 요네쿠라 토모키

- 오무카이 토오루 - 카츠무라 마사노부

1학년 A반 담임이자 전기과 담당 교사.

### 그 외
- 나가누마 쿄코 - 마츠야마 메아리

캬바레 클럽 신인. ‘CLUB IKAROS’의 단골. 아루토가 고교생인 것을 꿰뚫고 있다.
- 타이가 - 이사카 타츠야

아루토가 아르바이트 하는 클럽 ‘CLUB IKAROS’의 넘버 원 호스트.
- 요코야마 사치코 - 키쿠카와 레이 (특별 출연)

아루토의 어머니. 어떤 사건으로 인해 정신병을 앓고 있다.
- 요시노 후지오 - 사사노 타카시

나오의 할아버지, 前 프렌치 셰프. 공고 출신이며 만들기를 좋아한다.
- 오프닝 나레이션 - 오니시 요헤이 (TV 아사히 아나운서, 제3화 ~ )

### 게스트
- 타마키 세이치 - 하세가와 하츠노리 (제1화)

마코토의 아버지. 타마키나사공장을 운영한다.
- 타마키 세이지 - 카토 츠바사 (제1화)

마코토의 첫째 동생.
- 타마키 세이타 - 마부치 호마레 (제1화)

마코토의 둘째 동생.
- 타마키 세이코 - 야마구치 토모카 (제1화)

마코토의 막내 동생.
- 우에다 나츠미 - 유키 (제1화)

나오의 중학교 친구.
- 유즈키 - 코지마 후지코 (제1화)

나츠미의 친구. 아스코에 다니는 나오를 얕본다.
- 코헤이 - 하야시 츠요시 (제1화)
- 츠요시 - 미즈타니 모모스케 (제1화)

유즈키의 대학생 친구.
- 타카다 마이코 - 아키즈키 미카 (제1화)

1학년 B반 학생. 아스코에 입학한지 얼마되지 않아 바로 자퇴한다.
- CLUB IKAROS 손님 - 마시타 유키 (제1화)

- 채권추심자 - 사에키 아라타, 미즈노 나오시 (제1화)

- 기계과 실습 중인 남학생 - 우치마스 세이야 (제1화)

- 다른 학교 남학생 - 테루이 타케히토, 카와바타 잇시 (제1화)

- 마도카 - 미오 (제2화)

캬바레 클럽 선배. ‘CLUB IKAROS’ 경영자.
- 노점상 - 신보레 소세이 (제3화)

- 타케우치 마사카즈 - 노무라 히로노부 (제4화)

카즈야의 아버지. 의사.
- 타케우치 히데키 - 시미즈 유 (제4화)

카즈야의 형. 아스코에 다녔었다.

## 제작진
- 원작 - 아키야마 카오리 《아스코마치~현립 아스카 공업 고교 행진곡~》 (집영사 YOU 연재 중)
- 각본 - 모리 하야시
- 음악 - 하야시 유키
- 연출 - 다무라 나오미 (TV 아사히), 츠카모토 렌페이, 히비노 아키라
- 프로듀서 - 요코치 이쿠에이 (TV 아사히), 아사이 치히로 (MMJ)
- 제작 - TV 아사히, MMJ

## 테마곡
- 주제가 : FUNKY MONKEY BABYS
  - 그래도 믿어 (それでも信じてる, 소레데모신지테루) (드림 뮤직)
    - FUNKY MONKEY BABYS로서는 첫 연속 드라마 주제가.[2]

- 삽입곡 : FUNKY MONKEY BABYS
  - 눈물 (涙, 나미다)
  - 보잘 것 없는 용기 (ちっぽけな勇気, 칫보케나유키)
  - 너는 이제 없어 (もう君がいない, 모기미와이나이)
  - 고백 (告白, 고쿠하쿠) (드림 뮤직)

## 서브 타이틀
| 각 화                                                     | 방송일          | 서브 타이틀 | 연출            | 시청률 |
| --------------------------------------------------------- | --------------- | --- | --------------- | ------ |
| 제1화                                                     | 2011년 4월 24일 | 여자 1명 vs 꽃미남 27명!! 공고의 기적이 시작된다 女子1人vsイケメン男子27人!! 工業高校の奇跡はじまる                     | 다무라 나오미   | 7.5%   |
| 제2화                                                     | 2011년 5월 1일  | (비밀) 호스트남이 공고녀에게 한 거짓말!? （秘）ホスト男子が工業女子についた嘘!?                                         | 다무라 나오미   | 4.9%   |
| 제3화                                                     | 2011년 5월 15일 | 단 한명의 여고생이 27명의 남자 공고생을 구한다!! 눈물의 자퇴사건 1人だけの女子高生27人工業男子を救う!! 涙の退学事件     | 츠카모토 렌페이 | 5.4%   |
| 제4화                                                     | 2011년 5월 29일 | 꽃미남 25명의 반란 여자 1명... 눈물의 설득!! 감동의 방과 후 イケメン25人の反乱女子1人…涙の説得!! 感動の放課後           | 츠카모토 렌페이 | 6.7%   |
| 제5화                                                     | 2011년 6월 5일  | 안녕, 남자 25명 여자 1명... 마지막 날!! 눈물의 서프라이즈 さよなら25人の男子女子1人…最後の日!! 涙サプライズ             | 다무라 나오미   | 6.8%   |
| 제6화                                                     | 2011년 6월 12일 | 제1장 완결! 나오가 사라졌다... 남자 25명이 달리는 눈물의 송별회!! 第1章、完結! 直が消えた…男子25人走る涙の送別会!!      | 히비노 아키라   | 5.9%   |
| 제7화                                                     | 2011년 6월 19일 | 최종장!! 진짜 공장 잠입... 세상에 하나뿐인 직인(職人) vs 아스코 군단 最終章!! リアル工場潜入…世界一の職人vsアスコー軍団 | 다무라 나오미   | 5.55%  |
| 제8화                                                     | 2011년 6월 26일 | 최종장!! 엄마가 돌아왔다... 비밀을 안고!? 남자 25명의 눈물 最終章!! 母が帰ってきた…秘密を抱えて!? 男子25人の涙          | 츠카모토 렌페이 | 5.9%   |
| 제9화                                                     | 2011년 7월 3일  | 최종회! 안녕!! 남자 25명에게 고맙고 감사한 결말... 最終回! さよなら!! 男子25人にありがとう感動の結末…                   | 다무라 나오미   | 5.0%   |
| 평균 시청률 5.96% (시청률은 간토 지방 비디오 리서치 조사) |                 | |                 |        |

- 2011년 5월 8일은 《일요 양화극장》 특별 기획 '남동생' 방송으로 결방.
- 2011년 5월 22일은 《일요 양화극장》 '캐리비안의 해적: 망자의 함'과 'ANN 정보특별방송 잇자! 일본~TV가 전한 것 전하고 싶은 것' 방송으로 결방.
- 2011년 6월 12일은 《일요 양화극장》 특별 기획 '극장판 TRICK 영능력자 배틀로얄' 방송으로 23:30에 방송.